# South Benfleet
South Benfleet är en ort i unparished area Benfleet, i distriktet Castle Point, Storbritannien. Den ligger i grevskapet Essex och riksdelen England, i den sydöstra delen av landet, 50 km öster om huvudstaden London. South Benfleet ligger 10 meter över havet och antalet invånare är 48 824. South Benfleet var en civil parish fram till 1974. Civil parish hade 8 191 invånare år 1951.
Terrängen runt South Benfleet är platt. Runt South Benfleet är det mycket tätbefolkat, med 1 754 invånare per kvadratkilometer. Närmaste större samhälle är Southend-on-Sea, 10,8 km öster om South Benfleet. Runt South Benfleet är det i huvudsak tätbebyggt.